# 11518 Jung
För andra betydelser, se Jung (olika betydelser).
11518 Jung eller 1991 GB3 är en asteroid i huvudbältet som upptäcktes den 8 april 1991 av den belgiske astronomen Eric W. Elst vid La Silla-observatoriet. Den är uppkallad efter den schweiziske psykiatern Carl Gustav Jung.
Asteroiden har en diameter på ungefär 13 kilometer och den tillhör asteroidgruppen Themis.